# 沙子坪洞子山墓群
沙子坪洞子山墓群位於四川省瀘州市瀘縣，文物遺址年代判定為漢。2012年7月16日公佈為第八批四川省文物保護單位。

## 簡介[2]
洞子山漢墓群位於四川省瀘縣毗盧鎮沙子坪村3組，該墓群建於漢代，共有墓穴342座，分佈面積達33500平方公尺。洞子山山丘群共三座山丘。一號山丘呈東北-西南走向，分佈259座崖墓；二號山丘呈東北-西南走向，分佈38座崖墓；三號山丘呈東-西走向，分佈45座崖墓。共計342座崖墓。墓葬繞山丘一周均有分佈，位於高約2-20公尺的崖壁上，層層疊疊，蔚為壯觀，大部分保存完整。其中M288墓位於二號山丘西北側，坐東南向西北，完全暴露墓門及墓室。該墓群規模較大，為研究漢代喪葬文化提供了很好的實物例證。2006年3月29日列入瀘州市市級文物保護單位。